# Plastic Man

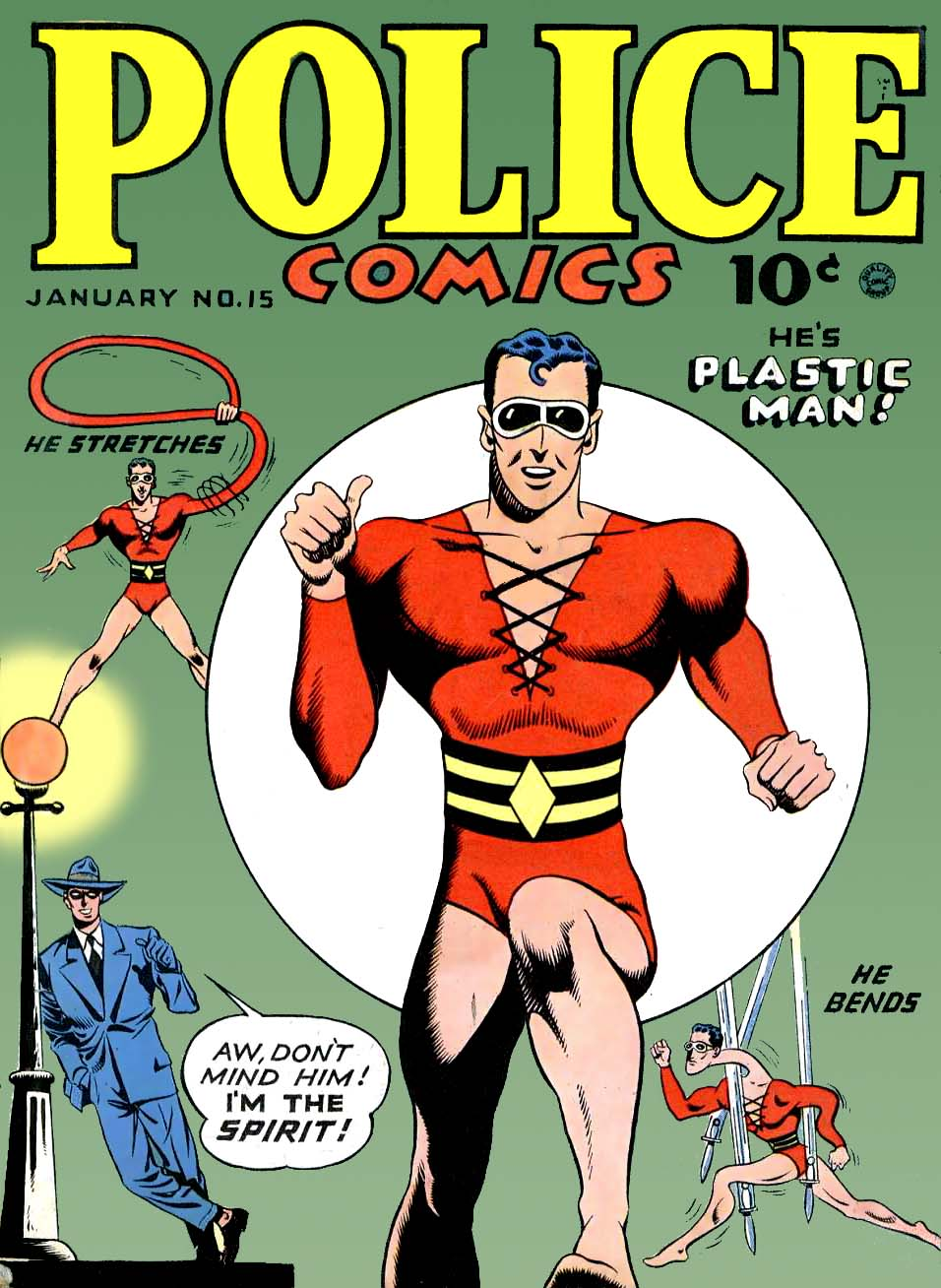
Okładka pierwszego komiksu z Plastic Manem

Plastic Man (alter ego Patrick „Węgorz” O’Brian) – fikcyjna postać (superbohater) z komiksów DC Comics. Został wymyślony przez Jacka Cole’a, a zadebiutował w Police Comics vol. 1 #1 (sierpień 1941). Pierwotnie (w latach 1941–1956) komiksy z jego udziałem były wydawane przez Quality Comics.
Plastic Man jest superbohaterem o mocy rozciągania ciała i przybierania najróżniejszych kształtów.

## Życiorys
Patrick O’Brian wychował się na ulicy, ponieważ został osierocony w wieku 10 lat. Wkroczył na drogę przestępstwa, aby przeżyć. Został kasiarzem w gangu przestępczym. Pewnego dnia banda wpadła na pomysł, by włamać się do Crawford Chemistry. Jednak nie spodziewali się mrocznego stróża. Kiedy uciekali, Patrick został postrzelony w ramię, a „koledzy” nie zabrali go ze sobą podczas ucieczki. Na domiar złego wylały się na niego odpady chemiczne. Ostatnimi siłami dobiegł do zbocza. Stracił przytomność. Kiedy się ocknął, spotkał mnicha, który zaprowadził go do klasztoru, w którym wyleczono mu ramię. Kiedy kończyna odzyskała sprawność, odkrył swoje możliwości i zauważył, iż może rozciągać swoje ciało na wiele sposobów. Postanowił zrewanżować się społeczeństwu, zostając bohaterem. Swoją twarz ukrył za czarnymi goglami i wdział czerwony strój.

## Współpraca
Pierwszym partnerem Plastic Mana był Woozy Winks. Po restarcie w seriach DC Comics nie należy już do Justice League.

## Adaptacje

### Seriale animowane
- Batman: Odważni i bezwzględni
- Super Friends
- Liga Sprawiedliwych bez granic
- Liga Młodych

### Filmy pełnometrażowe
- Liga Sprawiedliwych: Nowa granica

### Gry
- Justice League Heroes
- Batman: The Brave and The Bold – The Video Game.
- Lego Batman 3: Poza Gotham